# قدم زدن متهم

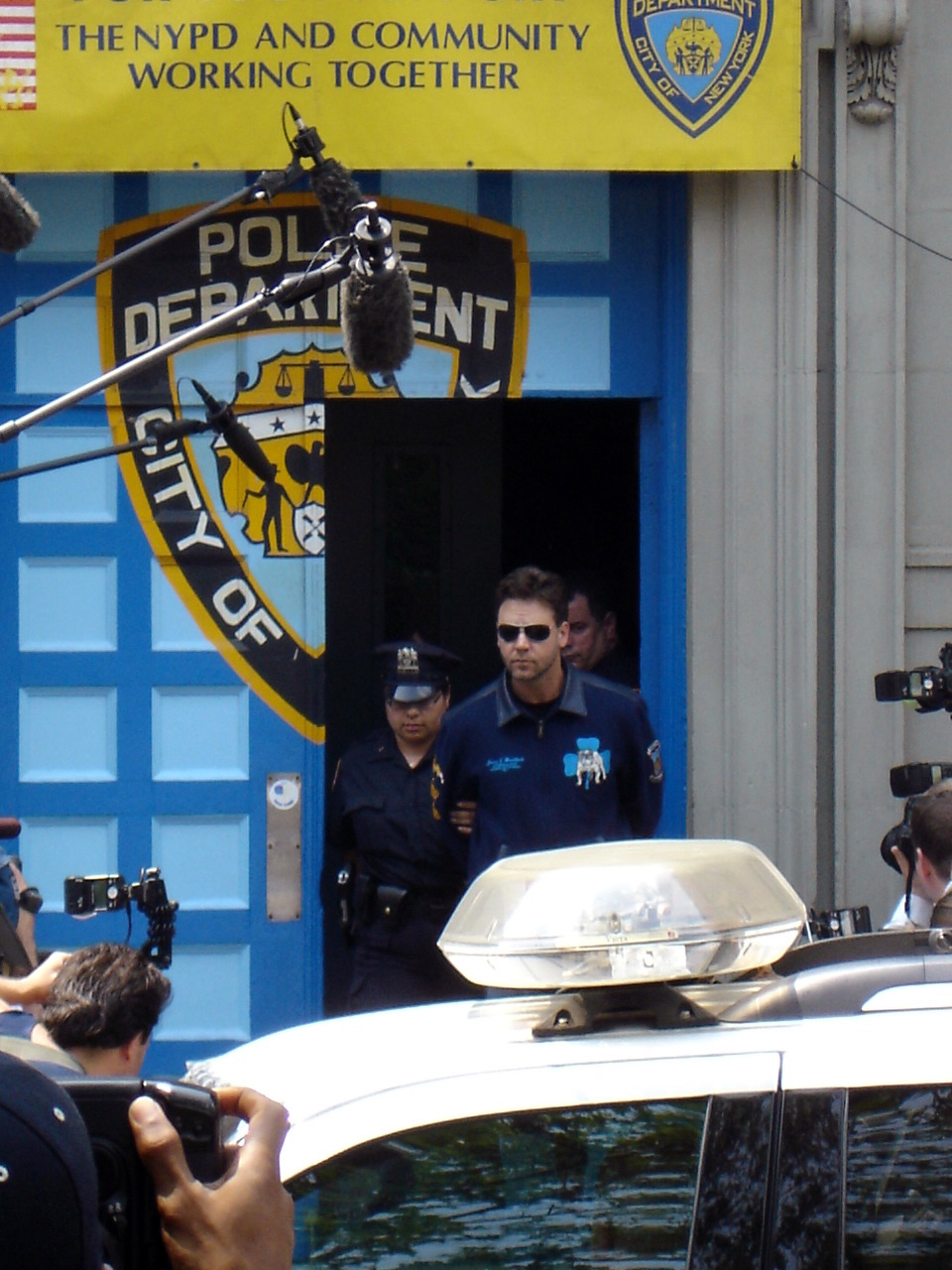
راسل کرو، بازیگر هالییود در حال قدم زدن جلوی خبرنگاران پس از بازداشت به اتهام حمله در سال ۲۰۰۵

قدم زدن متهم یا راه رفتن متهم (به انگلیسی: Perp walk) یکی از قوانین حقوقی آمریکا است که در آن متهم پس از بازداشت توسط نیروهای پلیس در مکانی عمومی مجبور به پیاده‌روی می‌شود تا رسانه‌ها فرصت تصویربرداری و تهیه خبر از این رویداد را داشته باشند. معمولاً در این شرایط متهم دستبند به دست بوده یا گاهی با لباس زندان مجبور به قدم زدن می‌شود. این قانون ابتدا در نیویورک باب شد. ابتدا رودی جولیانی شهردار سابق نیویورک این موضوع را برای متهمان معروف و دارای مقام ایجاد نمود، ولی سپس به تمام موارد گسترش پیدا کرد.